# Maladera satrapa
Maladera satrapa är en skalbaggsart som beskrevs av Brenske 1898. Maladera satrapa ingår i släktet Maladera och familjen Melolonthidae. Inga underarter finns listade i Catalogue of Life.